# Astrocaryum aculeatum
Espèce

’‘Astrocaryum aculeatum‘‘ - Muséum de Toulouse.

Astrocaryum aculeatum est une espèce de palmiers à feuilles pennées.